# Lomas de Zamora (partido)
Lomas de Zamora (Partido de Lomas de Zamora) is een gemeente (partido) in de Argentijnse provincie Buenos Aires. Bij de volkstelling van 2022 had Lomas de Zamora 690.323 inwoners. De gemeente is onderdeel van de agglomeratie  Gran Buenos Aires.

## Plaatsen in partido Lomas de Zamora
- Banfield
- Barrio La Perla
- Llavallol
- Lomas de Zamora
- San José
- Temperley
- Turdera
- Villa Centenario
- Villa Fiorito